# Roveredo
Roveredo (hist. Rofle, Ruffle) – miejscowość i gmina w południowo-wschodniej Szwajcarii, w kantonie Gryzonia, siedziba administracyjna regionu Moesa. Pod względem liczby mieszkańców jest największą gminą w regionie.

## Demografia
W Roveredo mieszka 2 597 osób. W 2020 roku 24,8% populacji gminy stanowiły osoby urodzone poza Szwajcarią. 

## Transport
Przez teren gminy przebiegają autostrada A13 oraz droga główna nr 13.